# Guéra
Le Guéra est l'une des 23 Provinces du Tchad et son chef-lieu est Mongo. Elle correspond à l'ancienne préfecture du Guéra.

## Géographie
Le Guéra est l'une des 23 Provinces  administratives du Tchad. Le bureau de poste principal est situé dans le chef-lieu. En 2015, internet et le téléphone étaient limités, et le courrier postal était le principal mode de communication.
L'altitude du Tchad varie entre 240 m au niveau de la dépression du Lac Tchad et 3 415 m au nord dans le Tibesti. Le massif du Guéra culmine à 1800 m . Il est composé de granites recoupés par de nombreux dykes de dolérite.
La région du Guéra reçoit annuellement 744 mm de pluie et comprend plusieurs zones de végétation. Il s'agit de l'une des plus importantes zones agricoles du pays, produisant en particulier du coton et de l'arachide, les deux principales cultures de rente du pays.
La région est située au centre-sud du pays.
| Hadjer-Lamis   | Batha   |         |
| Chari-Baguirmi | Guéra   | Sila    |
|                | Mandoul | Salamat |

## Subdivisions
La région du Guéra est divisée en 5 départements :
| Province | Chef-lieu | Département  | Chef-lieu | Communes                                 |
| -------- | --------- | ------------ | --------- | ---------------------------------------- |
| Guéra    | Mongo     | Guéra        | Mongo     | Baro, Mongo, Niergui                     |
| Guéra    | Mongo     | Barh Signaka | Chinguil  | Chinguil, Daguil, Zane, Malakondjo       |
| Guéra    | Mongo     | Abtouyour    | Bitkine   | Bitkine, Bang-Bang, Mawa                 |
| Guéra    | Mongo     | Mangalmé     | Mangalmé  | Mangalmé, Bitchotchi, Eref, Kouka-Margni |
| Guéra    | Mongo     | Garada       | Melfi     | Melfi, Goguimi, Ali-Dinar, Mokofi        |

## Démographie
Les groupes ethnolinguistiques principaux sont les Hadjaraï (66,18 % sont entre autres les kenga, dangaleat, Moukoulou ou Djonkor-guera, les Moubi, Migami, Bidio,Dadjo,Sokoro...) et les Arabes (21,11 %).
La population de la région était de 306 653 habitants en 1993 (RGPH), dont 263 843 sédentaires (ruraux, 219 884 ; urbains, 43 959), et 42 810 nomades.
Lors du recensement de 2009, la population de la région était de 553 795 habitants, dont 51,8 % de femmes. La taille moyenne d'un ménage était de 5,2 personnes en milieu rural et de 5,3 dans les zones urbaines. Le nombre de ménages était de 106 348, dont 91 557 en milieu rural et 14 791 dans les zones urbaines. Le nombre de nomades était de 15 417 (4 % de la population). Le nombre de personnes résidant dans des habitations privées était de 552 378. Il y avait 239 451 individus de moins de 18 ans, dont 107 285 masculins et 132 166 féminins. Le sex ratio était de 93 femmes pour 100 hommes.

## Administration
Liste des gouverneurs :
- 22 février 2008 : Hamid Moussaye
- 15 septembre 2008 : Koldimadji Mirari
- ? : Mme Beassemnda Lucie (en poste en juillet 2013)
- 2013 : Mahamat Ali Hassan[7]
- 2015 : Général Ramadan Erdebou
- 2016 : Mahamat ali Hassaballah

Liste des conseillers du Gouverneur :
- conseiller à l'économie 22 février 2014 : Idriss Issa Ramadan
- conseiller à la sécurité 22 février 2013 : Aboubakar Kebir

### Personnalités liées au Guéra
- Abderaman Koko
- Moussa Kadam
- Dre Banata Tchale Sow
- Mahamat Zen Bada Abbas
- Pr Khalil Alio
- Salma Khalil
- Bada Abbas Maldoum
- Rihane Khalil Alio

## Galerie

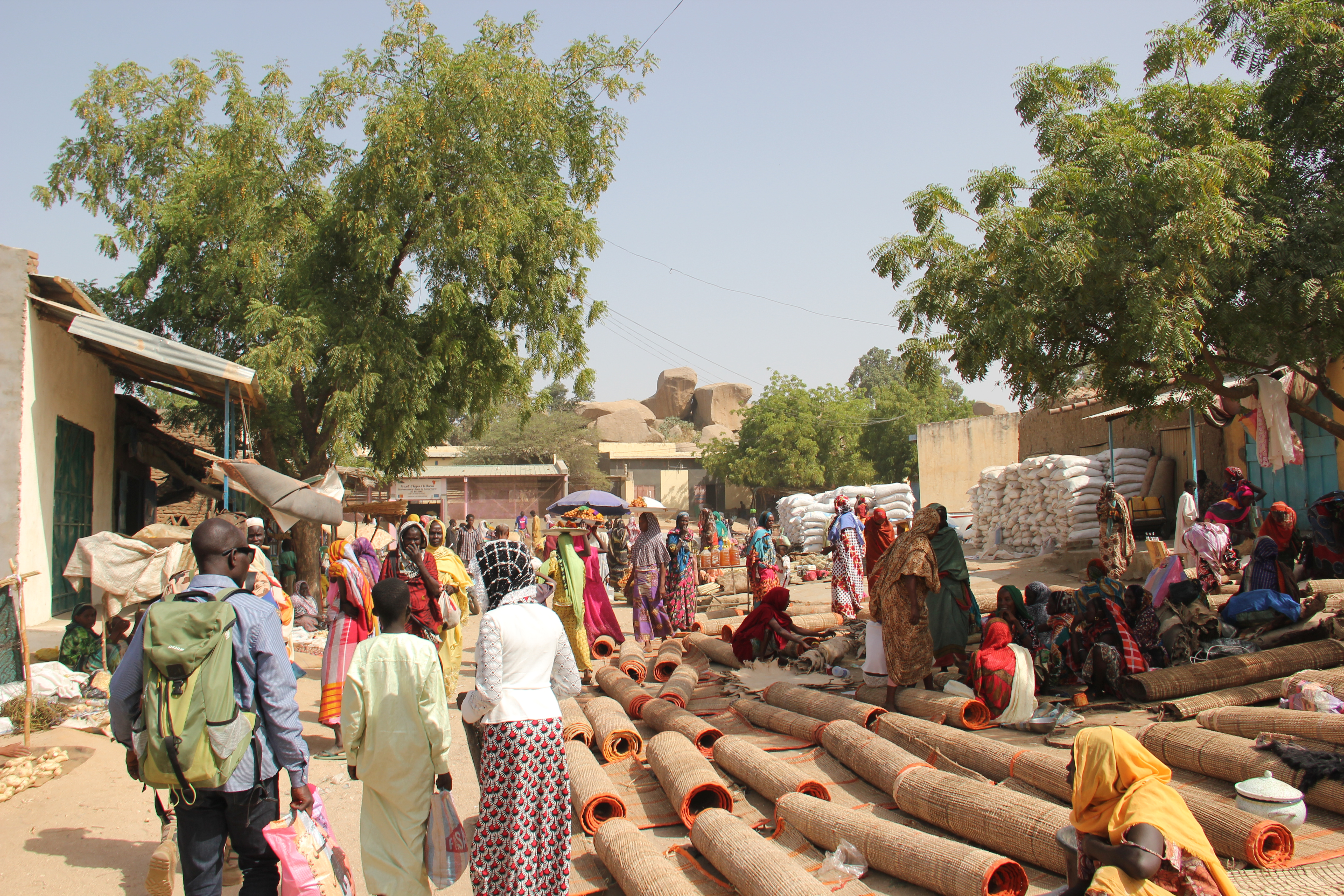
marché à Bitkine
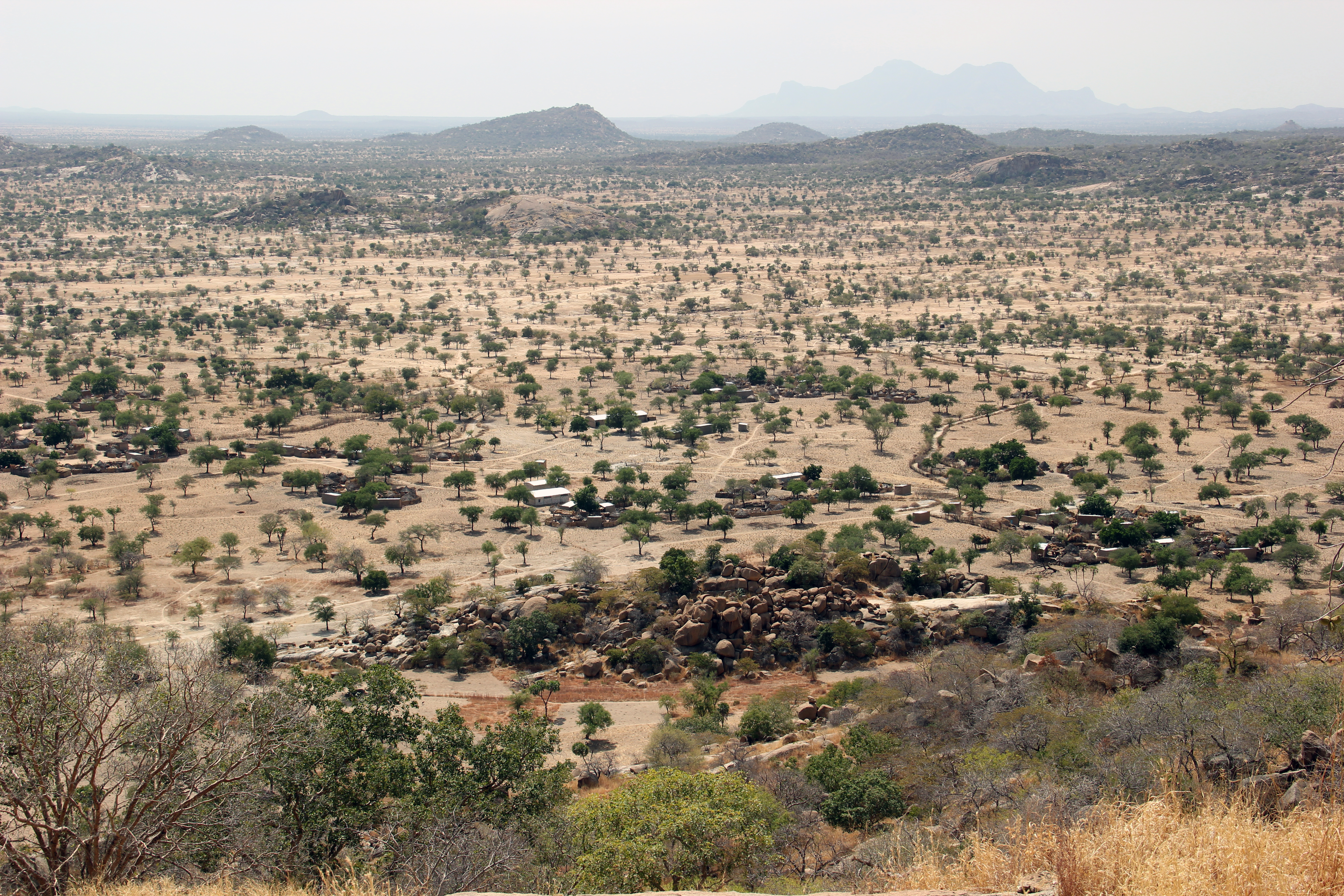
paysage granitique entre Bitkine et Mongo
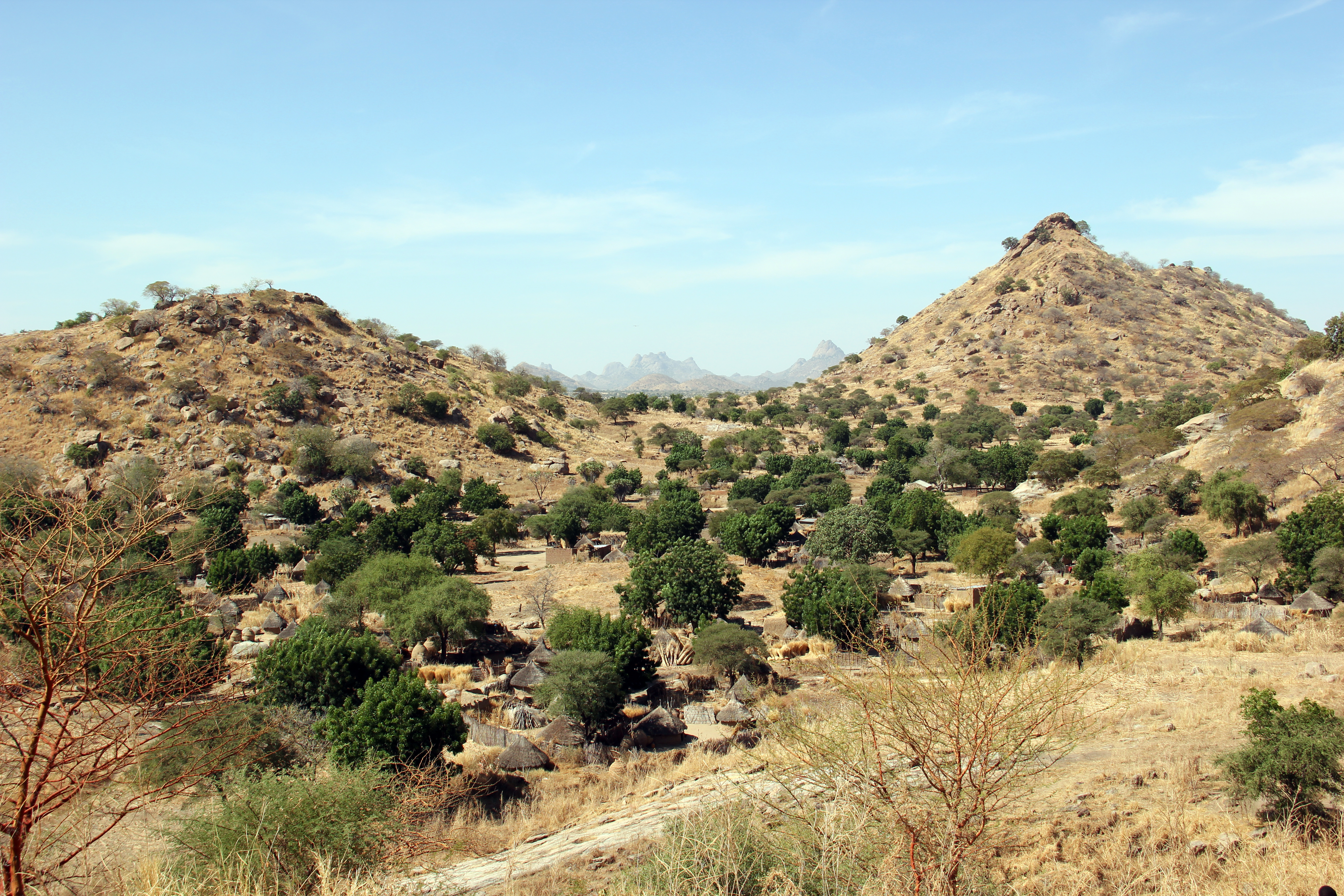
village du Guéra